# 新田政氏
新田 政氏（にった まさうじ）は鎌倉時代中期の武将。鎌倉幕府御家人。新田政義の長男。新田氏本宗家の5代当主。新田義貞の曽祖父に当たる。
父政義が不祥事をおこしたため、得川義季と岩松時兼に実権を握られていた。しかし、義季の子である世良田頼氏が佐渡に配流されたことを復興の機会と捉えて新田氏の当主として返り咲いた。
足利義氏の外孫にあたり、祖父または伯父足利泰氏から偏諱を受けたと思われる。
父の政義が足利義氏の娘を娶って以降、新田氏当主は代々足利氏当主を烏帽子親として擬制的親子関係を結んだと考えられ、以降の新田氏の歴代当主（政氏・基氏・朝氏）は足利氏当主の通字である「氏」を偏諱として受けている。